# Гусман, Хоан
Хоан Гусман (исп. Joan Guzman; род. 1 мая 1976 года в Санто-Доминго, Доминиканская Республика) — доминиканский боксёр-профессионал, выступавший в первой лёгкой (англ. Super Featherweight) весовой категории. Чемпион Панамериканских игр 1995 года. Чемпион мира по версиям ВБО (WBO) (2002—2007), IBF (2010).
Участвовал в Олимпийских играх 1996 года в Атланте, где уступил в первом круге аргентинцу Омару Андресу Нарваэсу (4-9).

## Хоан Гусман — Хабиб Аллахвердиев
30 ноября 2012 года во Флориде состоялся бой Гусмана с не имеющим поражений на профессиональном ринге россиянином Хабибом Аллахвердиевым, и Хабиб завоевал титул чемпиона мира по версии WBA выиграв по очкам в восьмом раунде Хоана Гусмана.